# Castillo de Masquefa
El castillo de Masquefa había sido un edificio de  la población de Masquefa  en la comarca catalana de Noya (provincia de Barcelona) en la comunidad autónoma de Cataluña, los restos del cual, todavía son protegidos como Bien Cultural de Interés Nacional.

## Descripción
Las ruinas que quedaban cerca la antigua iglesia de San Pedro fueran arrasadas para hacer una explanada en el año 1968. A finales de la década de los 90 del siglo XX, se llevaron a cabo unas obras en el pozo aséptico de la iglesia de San Pedro y se identificaron unas estructuras de hábitat alrededor de la iglesia que podrían pertenecer en una casa moderna o al castillo de Masquefa.

## Historia
Era un castillo documentado en el 963 cuando el conde de Barcelona vendió a Ènyec Bonfill el castillo con sus términos y la parroquia de San Pedro. Unos años más tarde, este último permutó el castillo con el Monasterio de San Cugat del Vallés.
En el siglo XII aparece una familia con el apellido Masquefa, seguramente vinculada a la castellanía de la fortaleza. El año 1254 el rey Jaime I confirma el castillo como una propiedad del monasterio de Sant Cugat y en el siglo XVII aparece bajo la jurisdicción real.